# Finn Hauge Jensen
Finn Hauge Jensen, navneforandring 1977 til Finn Monroe og 1980 til Finn Robert Mortensen (født 27. marts 1948 i Vorbasse) er en dansk livstidsdømt dobbeltmorder, voldtægtsmand og gidseltager.
Søndag morgen den 18. april 1976 mellem kl. 8 og 9 trængte den 27-årige tjener Finn Hauge Jensen med et jagtgevær ind på ejendommen 'Hvidmosegård', Bjødstrupvej 69 ved Tranbjerg syd for Århus, hvor hans 20-årige tidligere kæreste Jette Nielsen havde et værelse på 1. sal hos forældrene.
I sygelig jalousi skød og dræbte han ekskæresten på klos hold.
På vej ned ad trappen mødte han Jette Nielsens 12-årige lillebror Anders Mikael Nielsen, der havde hørt skuddet og ville op og se, hvad der skete på 1. sal. Finn Hauge Jensen dræbte drengen med endnu et skud.
Efter dobbeltdrabet flygtede Finn Hauge Jensen i en Ford Taunus 17M  til Hotel Mercur på Viby Torv, hvor han i 8 timer tog en kvinde som gidsel og udsatte hende for voldtægt. Kl. 21.00 anholdtes han af politiet.
Et nævningeting i Vestre Landsret idømte 6. juli 1977 Finn Hauge Jensen livsvarigt fængsel for dobbeltdrabet på ekskæresten og hendes lillebror, samt voldtægt og ulovlig frihedsberøvelse af kvinden på hotellet.
Under afsoningen i Herstedvester fængsel lykkedes det i maj 1980 for den livstidsdømte, der efter navneændring hed Finn Robert Mortensen, at flygte fra fængslet til Sydamerika.
I marts 1982 blev han pågrebet i Guyana og udleveret til Danmark, ledsaget i flyet fra Sydamerika af to danske kriminalbetjente fra Glostrup, hvorefter han genindsattes til afsoning i statsfængslet i Vridsløselille.
Finn Robert Mortensen er siden benådet og løsladt.

## Eksterne links
- Danske Drabssager i 1976 Arkiveret 5. december 2014 hos  Wayback Machine
- Mystisk ejendom var ramme om dobbeltdrab Arkiveret 19. december 2014 hos  Wayback Machine - aarhusportalen.dk 29. december 2007